# Бруно Латур
Бруно Латур (фр. Bruno Latour; 22 червня 1947, Бургундія — 8 жовтня 2022, Париж) — французький соціолог й антрополог науки, філософ. Відомий своїми працями в галузі досліджень науки та технологій. Разом з Мішелем Каллоном та Джоном Ло розробив оригінальний підхід до соціальних досліджень під назвою акторно-мережева теорія.

## Нагороди та відзнаки
У 2012 був нагороджений французьким Орденом Почесного легіону.
13 березня 2013 року він був оголошений переможцем Премії Гольберга 2013 року.
У 2021 році отримав Премію Кіото в галузі мистецтв і філософії в категорії "Думка та етика".